# 潮汐表

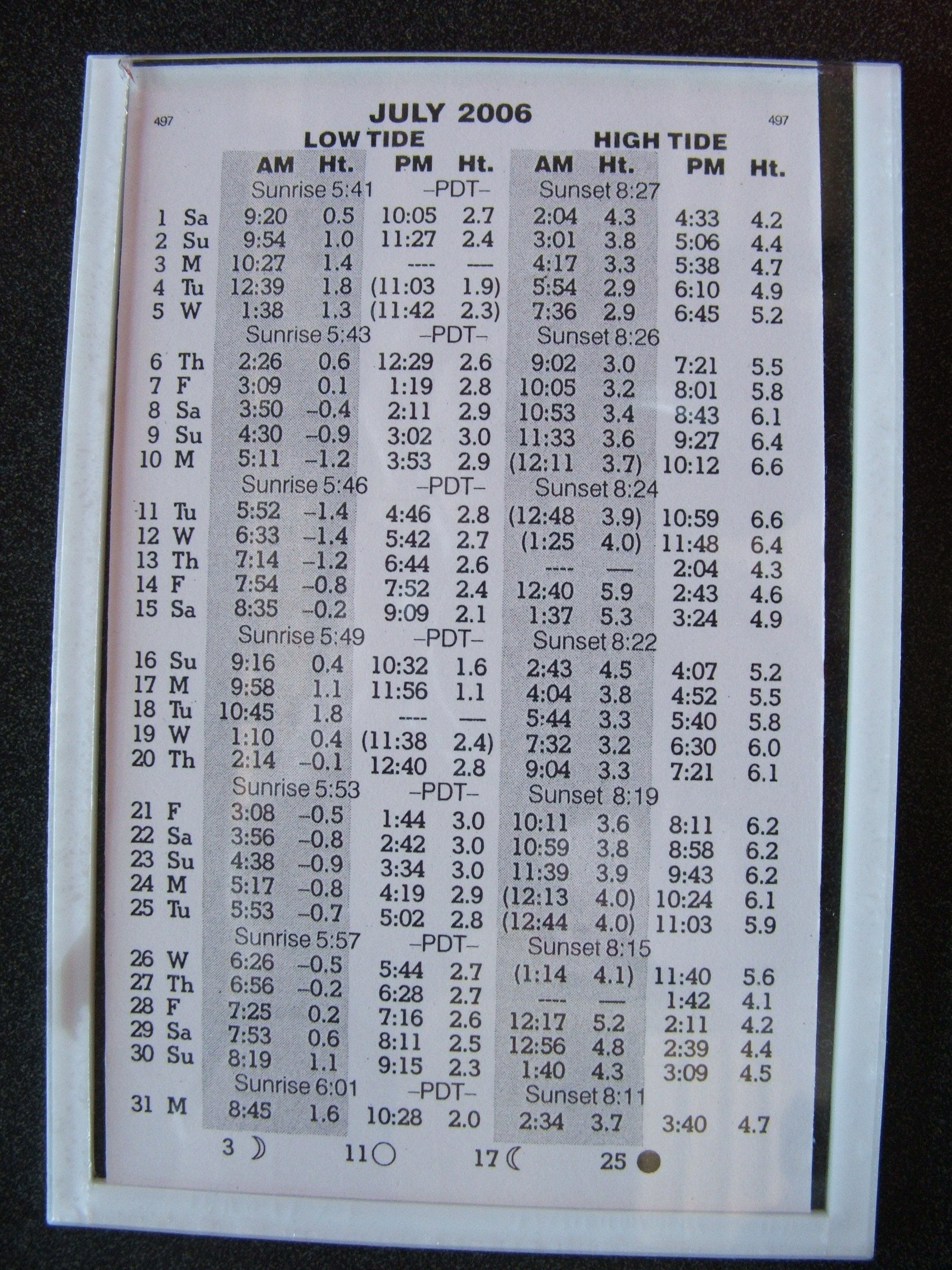
蒙特雷灣水族館的潮汐表。

潮汐表是用來預報和顯示一個地點每天的潮汐漲落時間和高潮與低潮的潮水高度。在中間的時間（高潮和低潮的中間）可以概略的使用12等分規則預測，或是使用港口已經發布的潮汐曲線精確的預測。
潮流汐表的發布可以印成專屬的小手冊，透過網路、報紙，或是做為航海年鑑的一部分（通常讀者只有沿海地區或與海事有相關利益者），像是QuickTide (TM)，就是使用潮汐預報軟體輸出的。
潮汐表只計算和發布主要的商業港口，稱為標準港埠的潮汐。附近的小港埠的潮汐可以從與這些標準港埠在位置上的差異去計算潮汐的時間和潮水的高度變化。
大潮和小潮的日期，大約相隔7天的間隔，可以由潮汐表的潮汐峰值來確定：一個小範圍的潮汐漲落是小潮，大範圍的漲落是大潮。
在歐洲西北的大西洋海岸，每次的高潮和低潮相隔大約6小時10分鐘，每天有兩次高潮和兩次低潮。
從1999年起，三種以創新的專利每年印製的QuickTide (TM)卡，預報，包括英國、愛爾蘭和從比利時至直布羅陀的大西洋沿岸的不作計算的兩年潮汐預報：

## 外部連結
- 加拿大潮汐表
- 英國、愛爾蘭和從比利時至直布羅陀的大西洋沿岸的QuickTide (TM) （页面存档备份，存于）
- 荷蘭潮汐表 （页面存档备份，存于）
- 德國Bight的潮汐表
- 英國潮汐表 （页面存档备份，存于）
- 美國潮汐表 (NOAA) （页面存档备份，存于）
- Mapped, graphical US tide tables/charts in calendar form from NOAA data
- XTide 潮汐預測軟體 （页面存档备份，存于）
- 使用XTide製作的美國和加拿大的潮汐表與地圖 （页面存档备份，存于）
- Tide Wizard - Windows based tide prediction and tide tables software